# دوشنبه سیاه (۱۹۸۷)

شاخص ۱۰۰ بورس اوراق بهادار فایننشیال تایمز (۱۹ ژوئن ۱۹۸۷ تا ۱۹ ژانویه ۱۹۸۸)

میانگین صنعتی داو جونز (۱۹ ژوئن ۱۹۸۷ ، تا ۱۹ ژانویه ۱۹۸۸)

دوشنبه سیاه به رخداد سقوط بازار سهام در ۱۹ اکتبر ۱۹۸۷ اشاره دارد. 
در این روز در ایالات متحده آمریکا شاخص میانگین صنعتی داو جونز (DJIA) دقیقاً ۵۰۸ واحد (۲۲٫۶٪) از ارزش خود را از دست داد. که بیشترین مقدار در افت روزانه شاخص در تاریخ بوده‌است. فروش قابل توجه سهام موجب کاهش سریع قیمت در خلال روز به ویژه در یک ساعت و نیم پایانی آن شد. دیگر شاخص‌ها نیز به شدت افت کرد. 
حجم کل مبادله به قدری زیاد بود که رایانه‌ها و تجهیزات مخابراتی مورد استفاده در آن وقت دچار اضافه بار شد و درخواست‌ها برای یک ساعت یا بیشتر معطل ماند و تراکنش‌های مالی به وقفه افتاد. همچنین برخی از سامانه‌ها نیز خاموش شد.
همه بیست و سه بازار بزرگ جهانی افت همانندی را در ماه اکتبر تجربه کردند. در صورت محاسبه بر اساس ارز مشترک (دلار آمریکا)، هشت مورد دچار افت ۲۰ تا ۲۹ درصد، سه مورد دچار افت ۳۰ تا ۳۹ درصد (مالزی، مکزیک و نیوزیلند) و سه مورد دچار افت بیش از ۴۰ درصد (هنگ کنگ، استرالیا و سنگاپور) شدند. کل ارزش مبلغ از دست رفته در جهان حدود ۱٫۷ تریلیون دلار آمریکا برآورد شده‌است. 
شدت سقوط، وحشت از ناپایداری اقتصادی گسترده‌تر یا حتی وقوع پدیده ای مشابه رکود بزرگ دهه ۱۹۳۰ را دامن زد. اما فراگیر شدن بحران از بازار مالی به دیگر حوزه‌های اقتصاد مستقیماً تابع سیاست پولی بود که هر یک از کشورها اتخاذ نمود. فدرال رزرو آمریکا و بانک مرکزی ژاپن و آلمان غربی سیاست نقدشوندگی را اتخاذ کردند تا از اثر بحران بر نهادهای مالی بکاهند و در نتیجه تأثیر بحران بر این کشورها در اقتصاد به اصطلاح واقعی اندک و گذرا بود. در برابر بانک مرکزی نیوزیلند از به کار گیری سیاست تسهیل مالی اجتناب ورزید و این کشور دچار تبعات اقتصادی شدید و بلندمدت در بخش مالی و اقتصاد واقعی خود شد.